# Coronatae
Coronatae Vanhöffen, 1892 è l'ordine più primitivo degli Cnidari scifozoi.

## Descrizione
Le Coronate sono considerate un gruppo monofiletico. L'elemento comune a queste meduse è la presenza di un solco circolare sull'esombrella che ne delimita la porzione marginale da quella centrale. Inoltre, i pedalia sono, a differenza dei cubozoi, un ispessimento della zona periferica dell'esombrella, fra il solco a corona ed i lembi marginali.
La fase polipoide può essere solitaria o coloniale, circondata da un solido periderma tubolare brunastro, composto da due strati e con solchi all'esterno e piccole cuspidi all'interno; una caratteristica distintiva delle Coronatae, che tra l'altro è unico fra gli scifozoi. Le meduse sono perlopiù batipelagiche, quasi tutte di piccole dimensioni, rosse o porporine, facilmente distinguibili grazie all'ombrello solcato.

## Tassonomia
L'ordine comprende le seguenti famiglie:
- Atollidae  Bigelow, 1913
- Atorellidae Vanhöffen, 1902
- Linuchidae  Haeckel, 1880
- Nausithoidae (Claus, 1883)
- Paraphyllinidae Maas, 1903
- Periphyllidae Haeckel, 1880
- incertae sedis
  - Stephanoscyphistoma Jarms, 1990